# Комитет общей безопасности
Комитет общей безопасности (фр. Le Comité de sûreté générale) — один из комитетов Национального конвента в период Великой французской революции; отвечал за полицию и правосудие.

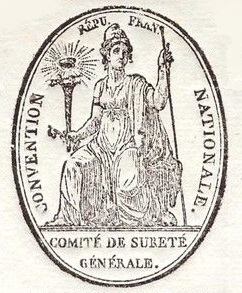

Первоначально назывался «Comité de surveillance» («Наблюдательный комитет») при Законодательном собрании, создан в ноябре 1791 года. Само название Комитета общей безопасности и статус постоянного комитета Конвента получил 2 октября 1792 года, вскоре после провозглашения республики.
Состав органа неоднократно менялся в зависимости от политической борьбы в Конвенте, но значительную роль в нём долго играли монтаньяры. При учреждении в нём было 30 членов, минимум (в сентябре 1793 года) — 9, обычно же Комитет состоял из 12 человек. Одним из членов Комитета был знаменитый художник Жак Луи Давид, который председательствовал в комитете по допросам, присутствовал при допросе малолетнего дофина и выписал триста ордеров на арест, в том числе Александра Богарне, мужа будущей императрицы Жозефины.
В период якобинской диктатуры, с июня 1793 года, КОБ был основным орудием террора, находясь с сентября 1793 года под прямым руководством Комитета общественного спасения, который получил право выдвигать кандидатов во все комитеты Конвента. Комитет общей безопасности выдавал ордеры на арест и препровождал обвиняемых в Революционный трибунал.
Весной-летом 1794 года обозначились противоречия между обоими комитетами, причём КОБ стремился к более сильным террористическим мерам; в это же время робеспьеровским Комитетом спасения были предприняты репрессии против «бешеных». Вскоре большинство членов КОБ приняло участие в перевороте 9 термидора и свержении Робеспьера, хотя некоторые из них, в том числе Давид, побывали после Термидора в тюрьме, а лично верный Робеспьеру Филипп Леба во время переворота покончил с собой. Комитет существовал до роспуска Конвента и установления Директории (26 октября 1795 года).
Возглавляемый на протяжении большей части своего существования Марком-Гийомом-Алексисом Вадье и противостоящий Комитету общественного спасения, Комитет общей безопасности занимал центральное место в период террора и частично организовывал репрессии и казни. Ответственность Комитета общей безопасности и Комитета общественного спасения в этот период до сих пор обсуждается историками, чтобы определить, в какой степени два конкурирующих комитета участвовали в терроре.
Комитет общей безопасности несёт ответственность за по меньшей мере 8000 арестов, но эта цифра, вероятно, выше и может исчисляться десятками тысяч. Признано, что Комитет общей безопасности оказывает определенное влияние на Революционный суд, как и Комитет общественного спасения.